# 危険予知訓練
危険予知訓練（きけんよちくんれん）は、工事や製造などの作業に従事する作業者が、事故や災害を未然に防ぐことを目的に、その作業に潜む危険を予想し、指摘しあう訓練である。ローマ字による表記 Kiken Yochi Training の頭文字をとってKYT（ケーワイティー）、あるいはKY訓練／KY活動(KYK)とも呼ぶ。ツールボックスミーティング ToolBoxMeeting およびその頭文字TBM（ティービーエム）の呼び方も、特に建設・土木工事現場で用いられている。
ミーティングや職場内研修を通じ、危険性の情報を共有することで、予測できる災害の発生を未然に防止させる仕組み。毎日の始業時や動作時に指差喚呼を行い危険性の再確認をし、さらに安全性を高める行動も行われている。

## 歴史
1973年、中央労働災害防止協会派遣の欧米安全衛生視察団に参加していた住友金属工業(現在の日本製鉄)和歌山製鉄所の労務部長は、ベルギーのソルベイ社を訪れた際、交通安全教育用のシートに目をとめる。危険を自らが危険と感じることにより、各自安全行動に努めるようになると考え、社内にプロジェクトチームを結成。その成果としてKYTが誕生した。

## 手法
種々の活動手法が用いられるが、4ラウンド法が最もポピュラーである。その一例は次のとおり。
まず、職場や作業現場等の何気ない日常の風景を写真に撮ったりイラスト図を書いたりして、それらの図表を作業チームの前に提示する。
1. 現状把握 -- どんな危険が、ひそんでいるか
どのような危険が潜んでいるか、問題点を指摘させる。
問題点の指摘は自由に行わせ、他のメンバーの指摘内容を批判するようなことは避ける。
2. 本質追究 -- これが、危険のポイントだ
指摘内容が一通り出揃ったところで、その問題点の原因などについてメンバー間で検討させ、問題点を整理する。
3. 対策樹立 -- あなたなら、どうする
整理した問題点について、改善策、解決策などをメンバーにあげさせる。
4. 目標設定 -- 私たちは、こうする
あがった解決策などをメンバー間で討議、合意の上、まとめさせる。

合意結果は、工場内に掲示したり、朝礼などで発表したりして、メンバー間の共通認識として情報を共有し、事前の危険回避を図る。
このような活動を定期的に行ううちに、日常の作業をただ流すだけでなく、常に、何か危険は潜んでいないかと各自に考える習慣を持たせることも期待できる。